# Jan van Hest
Jan Cornelis Maria van Hest (* 28. September 1968 in Tilburg) ist ein niederländischer Chemiker (Bioorganische Chemie, Makromolekulare Chemie) und ein Pionier in der Entwicklung künstlicher Organellen und Zellen.
Jan van Hest studierte Chemieingenieurwesen an der TU Eindhoven mit dem Diplom 1991 und promovierte dort 1996 bei Bert Meijer (New molecular architectures based on dendrimers). Als Post-Doktorand war er bei David Tirrell an der University of Massachusetts at Amherst. Danach war er in der Industrie als Forschungschemiker bei DSM. 2000 wurde er Professor an der Radboud-Universität Nijmegen. 2016 wurde er Professor für bioorganische Chemie an der TU Eindhoven. 2018 wurde er dort wissenschaftlicher Direktor des Institute for Complex Molecular Systems (ICMS).
Er forscht in bioorganischer Chemie und Polymerchemie, insbesondere im Aufbau sich selbst zusammenbauender komplexer Moleküle, die Vorgänge in biologischen Systemen nachahmen, zum Beispiel sich selbst zusammenbauende biohybride Blockcopolymere, künstliche Organellen und künstliche Endosymbiose. Dabei entwickelte er Materialien, die teilweise synthetischen und teilweise natürlichen Ursprungs sind. Er arbeitet an Nanoreaktoren, die in biologische Zellen als künstliche Organellen eingebaut werden und dort Enzymreaktionen auslösen sollen.
Er entwickelte die ersten Polymersome (mit Bert Meijer, unabhängig von einer gleichzeitig in Science 1995 veröffentlichenden Gruppe um L. Zhang und A. Eisenberg), leere kugelförmige Molekülkomplexe, die mit Medikamenten oder Proteinen gefüllt in Zellen eingeschleust werden und dort dank der halbdurchlässigen Hüllen therapeutische Funktionen ausführen. Damit baute er künstliche Zellen, die einige Funktionen biologischer Zellen simulieren. Er entwickelte auch Polymere mit ähnlichen Eigenschaften wie Zytoplasma.
2016 erhielt er einen ERC Advanced Grant und in den Niederlanden erhielt er einen TOP und VICI Grant. 2020 erhielt er die höchste niederländische Wissenschaftsauszeichnung, den Spinoza-Preis.
Er ist Mitglied der Königlich Niederländischen Akademie der Wissenschaften (2019) und 2005 bis 2011 Mitglied der Jungen Akademie der Niederländischen Akademie der Wissenschaften. Er ist Fellow der Royal Society of Chemistry und Mitglied der American Association for the Advancement of Science.

## Schriften (Auswahl)
Außer die in den Fußnoten zitierten Arbeiten.
- mit J. Smeenk u. a.: Controlled Assembly of Macromolecular β-Sheet Fibrils, Angewandte Chemie, Int. Ed., Band 117, 2005, S. 2004–2007
- mit N. Carette u. a.: A virus-based biocatalyst, Nature Nanotechnology, Band 2, 2007, S. 226–229
- mit A. J. Dirks u. a.: From (bio)Molecules to Biohybrid Materials with the Click Chemistry Approach, Molecular Informatics, Band 26, 2007, S. 1200–1210
- Encoding synthetic polymers, Nature Chemical Biology, Band 4, 2008, S. 272–273
- mit K. Kim u. a.: A Polymersome Nanoreactor with Controllable Permeability Induced by Stimuli-Responsive Block Copolymers, Advanced Materials, Band 21, 2009, S. 2781–2791
- mit S. van Dongen u. a.: Biohybrid Polymer Capsules, Chemical Reviews, Band 109, 2009, S. 6212–6274
- mit R. Brinkhuis u. a.: Polymeric vesicles in biomedical applications, Band 2, 2011, S. 1449
- mit D. A. Wilson, R. J. M. Nolte: Autonomous movement of platinum-loaded stomatocytes, Nature Chemistry, Band 4, 2012, S. 268–274
- mit R. J. R. W. Peters u. a.: From polymeric nanoreactors to artificial organelles, Chemical Science, Band 3, 2012, S. 335
- mit P. Bouten, R. Hoogenboom u. a.: The chemistry of tissue adhesive materials, Progress in Polymer Science, Band 39, 2014, S.  1375–1405
- mit R. J. R. W. Peters, S. Lecommandoux u. a.: Cascade reactions in multicompartmentalized polymersomes, Angewandte Chemie, Int. Edition, Band 53, 2014, S. 146–150
- mit A. Borrmann: Bioorthogonal chemistry in living organisms,  Chemical Science, Band  5, 2014, S. 2123–2134
- mit M. van Oers u. a.: Cascade reactions in nanoreactors, Current Opinion in Biotechnology, Band 28, 2014, S. 10–16
- mit T. J. Deming u. a.: Polymers at the interface with biology, Biomacromolecules, Band 19, 2018, S. 3151–3162
- mit A. Yewdall, A. Mason: The hallmarks of living systems: Towards creating artificial cells, Interface Focus, Band 8, 2018, S. 5